# 界埠粮仓遗址
27°43′41″N 115°20′42″E / 27.72806°N 115.34500°E
界埠粮仓遗址位于中国江西省吉安市新干县界埠镇袁家村南，2013年被列为第七批全国重点文物保护单位。
1975年6月由江西省博物馆考古队在界埠发现大型遗址，遗址位于赣江西岸的二级台地上，南北长约5华里、东西宽约2华里。在江边逆口村发现一座土城，土城的东、北城坡保存较好。在土城南面一里的袁家村山丘上，发现了烧制绳纹瓦的窑址和小型墓葬，并且探掘出两座大型的粮仓遗址。可以断定，这是一处包括古城、居住遗址、粮仓、陶窑和墓葬的大型遗址。1976年1月省博物馆考古队对粮仓遗址进行试掘。粮仓平面呈长方形，长61.5米、宽11米，座东朝西。从大量的瓦片和柱洞判断，这是一座土木结构的房子，屋顶铺瓦。仓内到处堆积被烧成炭末的米粒，其中一部分保存完整的形状，鉴定为粳米，出土两把完整的战国时代铁斧。根据粮仓中出土的绳纹板瓦、铁斧以及附近散布的大量几何印纹陶片的纹饰（主要是米字纹、编织纹、蕉叶纹和方格纹）判断，与樟树筑卫城、临川罗家寨等处战国遗址的出土物相同，因此其时代可定为战国时期。